# Цыганские СМИ Центральной и Восточной Европы

Цыганский флаг.

Цыганские СМИ Центральной и Восточной Европы — вся совокупность СМИ, издаваемых представителями цыганского этноса на территории стран Центральной и Восточной Европы. Понятие объединяет все существующее разнообразие радио и телевизионных каналов, печатных СМИ и Интернет-ресурсов, контент которых создается непосредственно цыганами либо в результате сотрудничества цыганских СМИ с массовыми СМИ и охватывает проблематику жизни цыганского меньшинства в конкретных регионах Центральной и Восточной Европы.

## История
Появление и распространение первых цыганских СМИ в Центральной и Восточной Европе можно отнести к 1970-м, когда отдельные радио и телевизионные каналы начали позиционировать себя в качестве цыганских СМИ. Социальные активисты и исследователи определяют цыганские СМИ как важнейший инструмент для сохранения цыганской идентичности, языка и культуры, призванный укрепить цыганскую общину изнутри и улучшить качество репрезентации цыган в массовых СМИ.
Наибольшее распространение в цыганской среде получили вещательные СМИ. Печатные СМИ не столь востребованы по причине высокого уровня неграмотности среди цыган. Вещательные СМИ также предоставляют цыганам возможность принимать непосредственное участие в создании контента.
Создание и распространение цыганских СМИ активно поддерживается Институтом «Открытое общество» и международной организацией Internationale Medienhilfe. Данные организации согласовали свои позиции по цыганским СМИ за счет создания соответствующей программы и общего бюджета. Последние 20 лет эти организации занимались созданием и развитием цыганских СМИ в странах Восточной и Юго-Восточной Европы. В рамках программы поддержки оказывается помощь цыганоязычным СМИ, представляющим интересы местного цыганского населения.
Radio Television Nisava было первой цыганской радиостанцией в Сербии и первым электронным СМИ в Югославии. Более, чем у 100.000 цыган впервые появился доступ к радио и телевизионным программам на их родном языке.
Радиостанция определила следующий набор задач:
- Эмансипация цыганского меньшинства и оформление его в качестве полноценной составляющей общества
- Информирование цыганского меньшинства в странах Центральной и Восточной Европы об особенностях их родного языка
- Сохранение цыганской культуры, традиций и языка
- Преодоление стереотипов о цыганах
- Улучшение социального положения цыганского меньшинства в обществе

## Сотрудничество цыганских и массовых СМИ
Фонд по совместному производству 2006—2007 был запущен Институтом «Открытое общество» и международной организацией Internationale Medienhilfe в 2005 г. Основными целями проекта было содействие укреплению сотрудничества цыганских и массовых СМИ на международном и национальном уровнях, улучшение качества репрезентации цыган в массовых СМИ. Главной функциональной составляющей проекта была ретрансляция цыганских телевизионных и радио-программ локальными массовыми радиостанциями и телевидением. Ретрансляция осуществлялась в Сербии, Македонии, Словении, Болгарии, Венгрии, Румынии. Достигнутые в рамках проекта результаты можно расценивать как положительные. Констатировалось улучшение общественного отношения к цыганам и возрастание интереса к цыганской проблематике.
В качестве наиболее успешных проектов совместного производства можно выделить следующие:
- Radio Cerenja и Radio Stip (Македония) — «Информация — Орудие против эксклюзии» (англ. «Information — weapon against exclusion») включало в себя 6 коротких радиопередач. Темой обсуждения было Десятилетие интеграции цыган (цели, национальные планы действия, финансирование). Размер охваченной аудитории достигал 20.000 слушателей.
- Radio Nisava и City Radio (Сербия) — «Предубеждение есть непросвещенность» (англ. «Prejudice Is Ignorance»): 16 коротких радиопередач, темы обсуждения касались самоопределения цыган, трудоустройства, образования. Заключительная программа «Сколько еще это будет продолжаться?» была транслирована на 17 радиостанциях. Размер охваченной аудитории достигал 500.000 слушателей.
- Radio Tocak и Radio Patak (Сербия) — "Когда я говорю «цыган»/«цыганка», я представляю…" (англ. «When I say Rom/Gypsy, I imagine…») : 10 коротких сюжетов, повествующих о самых распространенных стереотипах о цыганах. Размер охваченной аудитории достигал 25.000 слушателей.
- Radio Tocak и A-Media (Сербия) — «Неужели мы хотим, чтобы это произошло и с нами?» (англ. «Do we want this to happen to us?»): 20 коротких радиопередач, в каждой из которых разбирался 1 конкретный пример дискриминации цыган в различных сферах социальной жизни. Жертве дискриминации предлагалось высказаться, при этом выступление сопровождалось комментариями экспертов[5].

## Цыганские СМИ в Чехии
К основным цыганским СМИ Чехии можно в настоящий момент отнести ежемесячную газету «Romano Hangos» (рус. «Голос цыган») и ежемесячные издания «Amaro gendalos» (рус. «Наше зеркало»), «Romano voďi» (рус. «Цыганская душа») и «Kereka» (рус. «Круг»), цветной журнал для цыганских детей. Для специалистов-цыгановедов (лингвистов, историков, этнографов, антропологов) предназначен ежемесячник «Romano džaniben». Выпуск данных печатный изданий субсидируется за счет выплат из государственного бюджета.

### Печатные СМИ

#### Romano Hangos

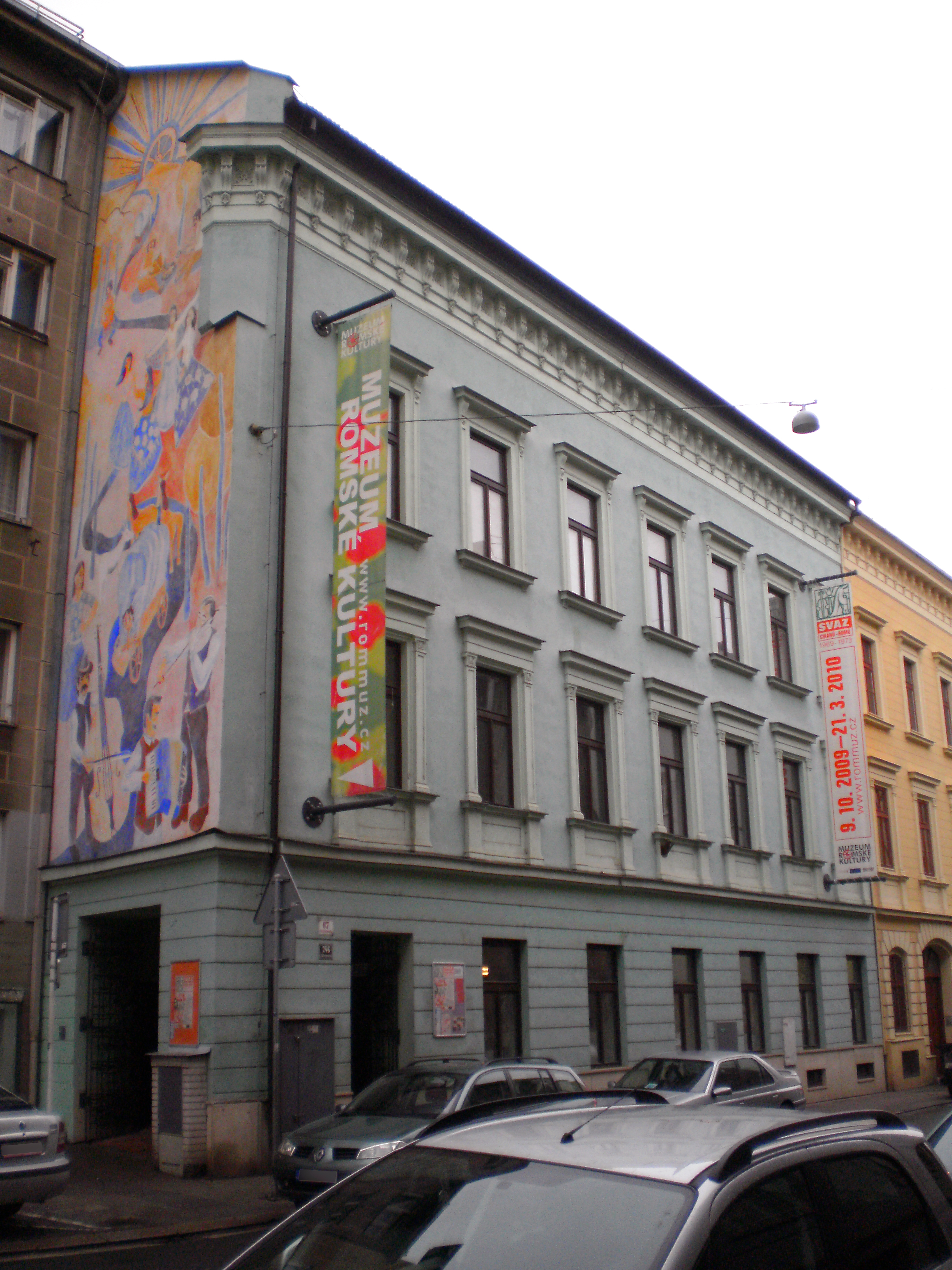
Музей цыганской культуры в г. Брно.

Ежемесячная газета «Romano hangos» (рус. «Голос цыган») в настоящее время считается крупнейшим цыганским СМИ, издаваемым на территории Чешской Республики. У истоков создания газеты для цыган стоял тогдашний председатель Сообщества цыган в Моравии (чеш. Společenství Romů na Moravě) Карел Голомек (Karel Holomek). Редакция издания первоначально располагалась в Музее цыганской культуры в г. Брно (чеш. Muzeum romské kultury). Журнал сперва выходил каждые 14 дней, однако с течением времени уменьшался размер редакции и читательской аудитории. При нынешнем редакторе Гейзе Хорвате (Gejza Horváth) журнал выходит с ежемесячной периодичностью.
Размер тиража составляет 3200 экземпляров, 2400 из которых рассылается в различные институты, образовательные учреждения, цыганские НКО. 800—1000 экземпляров печатается с целью дальнейшей дистрибуции на концертах, фестивалях, во время паломничеств. Дистрибуция издания осуществляется через Музей цыганской культуры в г. Брно (чеш. Muzeum romské kultury) и непосредственно через редакцию.
Материалы журнала публикуются на чешском, цыганском и словацком языках, однако рабочим языком до сих пор является чешский. Примечательно, что не все сотрудники редакции являются выходцами из цыганской среды, владеющими цыганским языком.
На страницах журнала находят отражение различные культурные аспекты цыганской жизни, публикуются памятники цыганской литературы, репортажи и фотографии с цыганских мероприятий. В первые годы существования журнала пространство нескольких последних страниц отводилось под публикацию объявлений о поисках трудоустройства. Позднее этот отдел был упразднен, и редакция журнала сосредоточилась на культурных аспектах жизни цыган.
Как отмечает бывший главный редактор «Romano Hangos» Павел Печинка (Pavel Pěčinka), большая часть читательской аудитории состоит из цыган. Составной частью каждого номера журнала являются истории отдельных цыган, что естественным образом пробуждает интерес к журналу у их друзей и родственников.

#### Romano Džaniben

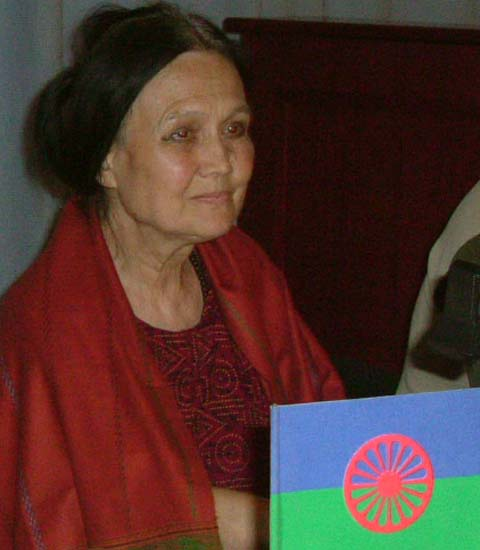
Основатель фонда «Romano Džaniben» Милена Хюбшманнова дает интервью 30 июля 2004 г..

«Romano džaniben» — журнал цыгановедческих исследований. Издание выходит 1 раз в 3 месяца начиная с 1994, когда известная в Чехии цыгановед и специалист по индийской филологии Милена Хюбшманнова (Milena Hübschmannová) основала фонд «Romano Džaniben». Главной целью издаваемого фондом журнала является предоставление разного рода информации о жизни и культуре цыган в Чехии и в мире. Журнал содержит научные статьи, посвященные цыганской словесности и литературе (памятники цыганской литературы приводятся на цыганском языке и в переводе), цыганском изобразительном искусстве, музыке, рецензии на публикации о цыганах. В издании публикуются материалы на чешском и словацком языках. Журнал издается «Сообществом друзей журнала Romano Džaniben». Целью объединения является расширение знаний о цыганской культуре среди представителей ученого сообщества и широкой общественности посредством осуществления публицистической и образовательной деятельности. Такого рода деятельность способствует преодолению барьеров, происходящих из взаимной индифферентности представителей цыганского меньшинства и большинства населения.

### Радио

#### O Roma Vakeren
Выпуски радиопередачи O Roma Vakeren транслирует чешская общественная радиокомпания Český rohlas и подготавливает цыганская редакция, работающая на чешском общественном радио с 1992 г.
Программа посвящена жизни цыган в Чехии и за границей. Особый упор делается на создание позитивного образа цыган. Это достигается за счет представления в эфире успешных цыган, которым удалось реализовать себя в сферах политики, искусства, спорта, общественной жизни. Слушатели также имеют возможность ознакомиться с цыганской историей и литературой. Часть некоторых выпусков отводится под трансляцию цыганской музыки.
Некоторые выпуски сопровождаются комментариями специалистов по цыганской проблематике. С целью увеличения размера охватываемой аудитории вещание происходит на чешском языке.
Контент программы получает и критические отклики. Так журналист Ондрей Вацулик (Ondřej Vaculík) в статье для чешского независимого онлайн-издания Deník Referendum, посвященной массовой дискредитации цыган в глазах широкой общественности, упоминает «O Roma Vakeren».

Český rozhlas в последнее время исключил из своей программы для цыган «O Roma vakeren» новостные сообщения об актуальных событиях, заменив их аудиоматериалами с различных цыганских музыкальных фестивалей. Таким образом, если цыгане захотят узнать о себе что-либо из общественно-политических СМИ, то узнают они, в основном, лишь самое плохое: к примеру, что три молодых человека кого-то убили, а один из них был, по всей вероятности, цыган.
.

- Ондрей Вацулик (Ondřej Vaculík).

#### TWR — Trans World Radio
Цыганскую тематику время от времени освещает и христианская радиовещательная миссия Trans World Radio. Записи выпусков выкладываются на интернет-страницах миссии в рубрике «Анонсы». TWR также выпустила альбом цыганских христианских песен на цыганском и чешском языках. Запись и выпуск альбома происходили при поддержке Фонда по поддержке развития гражданского общества из средств ЕС в рамках программы Phare.

#### Radio Rota
Ныне уже не действующее цыганское интернет-радио Radio Rota осуществляло свою деятельность под руководством объединения «Dženo» начиная с октября 2002. Вещание охватывало весь объем новостей цыганского мира, цыганские хит-парады, отдельные выпуски были посвящены цыганской поэзии и музыке.
Radio Rota, как и Amaro Gendalos, принадлежало стоящему во главе цыганской организации «Dženo» цыганскому активисту Ивану Веселому (Ivan Veselý). Радио Rota в течение нескольких лет являлось 8-й по числу слушателей радиостанцией в Чешской Республике. Через данный медиа-канал ассоциация «Dženo» предоставляла широкой общественности объективную информацию о жизни, проблемах, традиционных ценностях цыган. Ввиду того, что целевая аудитория достаточно широка, при формулировании философии нового интернет-радио Иван Веселый стремился сделать его материалы доступными для большинства населения. Именно поэтому контент создавался цыганскими журналистами с соответствующим образованием и уровнем подготовки. С целью обучения журналистов цыганского СМИ проводились специальные тренинги. Иван Веселый в каждом отдельном случае стремился убедиться в том, что каждый из сотрудников обладает навыками поиска информации и работы с полученными данными.
Radio Rota предназначалось не только для большинства чешского населения, но и непосредственно для представителей цыганского меньшинства, давая им возможность прямо высказываться о проблемах, их затрагивающих. Медийный контент подталкивал цыганские общины к диалогу, предлагал им новые образцы для подражания.
Планировался и запуск живого вещания Radio Rota с целью распространения его контента за пределами интернет-пространства. Значимость данной инициативы обусловлена тем, что у большинства цыган нет необходимых ресурсов для доступа в Интернет, а многие неграмотны. Формат радиовещания будет также способствует распространению информации о цыганской проблематике за пределами Чешской Республики, так как чешский язык доступен для понимания словаками и большинство ныне проживающих на территории Чехии цыган являются выходцами из Словакии. Реализация инициативы была бы возможна при условии государственного финансирования. Чешской конституцией гарантирована возможность предоставления финансовой поддержки для медиа меньшинств.
Несмотря на то, что в поле зрения Radio Rota находилась жизнь цыганского меньшинства в Чешской Республике, сотрудники данного СМИ осознавали, что за её пределами цыгане сталкиваются с аналогичными проблемами. Имел место непрекращающийся информационный обмен и трансграничные конференции. Помимо 11 сотрудников, сотрудничающих с Иваном Веселым в Чехии, 2 корреспондента работали в Венгрии и 1 в Словакии, создавая материалы на локальных языках.
Деятельность радиостанции была прекращена в 2012 г. в результате применения закона об общественно-политическом телевидении и радиовещании.

### Интернет-СМИ

#### Romea.cz
Электронный информационный сервис для цыган «Romea.cz» публикует актуальные новости из цыганского мира, комментарии, интервью, отдельные материалы о истории и языке цыган, дискуссии, анкеты, конкурсы. Особенное место занимает раздел Личности «Osobnosti» (чеш. «Личности»), посвященный историям успешных выходцев из цыганской среды: врачей, спортсменов, деятелей науки и искусства, цыганских активистов. На портале также размещаются полезные ссылки на внешние ресурсы, например, ссылка на онлайн-биржу труда, призванную помочь безработным цыганам в поисках трудоустройства, и на электронный образовательный ресурс для цыган (http://skola.romea.cz/cs/uvod/). Romea.cz также прибегает к перепубликации материалов других новостных ресурсов в тех случаях, когда отдельный материал имеет высокую релевантность к цыганской проблематике. Частью сервера является и интернет-версия журнала «Romano voďi» (рус. «Цыганская душа»). Сервер осуществляет свою деятельность при поддержке общественного объединения Romea.

## Проблемы развития цыганских СМИ в Центральной и Восточной Европе
Падение коммунистических режимов в Европе дало цыганам возможность преодолеть состояние социальной маргинализованности, тем не менее, они до сих пор остаются на периферии общественной жизни . Несмотря на попытки различных институтов ЕС, Совета Европы и южно-европейских НКО способствовать расширению цыганских СМИ, образовательных программ и социальных институтов, доступ цыган к информации и дистрибуции СМИ остается ограниченным. Так Даниэла Хивесова-Силанова, бывшая главный редактор издаваемой на территории Словакии цыганской газеты Romano nevo lil, отмечала, что несмотря на гарантии возможности развития СМИ этнических меньшинств, прописанные в Конституции Словацкой Республики, в действительности цыганская пресса финансируется за счет системы, которая не защищает даже самые базовые её функции".
По причине продолжающейся массовой дискриминации цыган, их интересы и проблемы не находят должного отклика в СМИ. Интересы цыганского меньшинства по большей части представлены благотворительными организациями, общественными организациями и НКО. Благодаря длительному нахождению на периферии общественной жизни, цыганские активисты не имеют какой-либо уверенности в том, что они способны самостоятельным усилием исправить сложившуюся ситуацию. Вопросом практического характера было создание глобального СМИ, которое было бы платформой для обсуждения наиболее насущных вопросов.
Попытки увеличить присутствие цыган в СМИ имеют лишь ограниченную сферу действия. В решении данной проблемы заинтересованы по большей части НКО, которые в своей деятельности опираются на энтузиазм волонтеров. Результатом такой деятельности становятся узкоспециализированные интернет-ресурсы для цыган и печатные СМИ.
Отсутствие единой культуры и языка и логически вытекающее отсюда отсутствие культуры чтения печатных СМИ у большинства представителей цыганского населения значительно снижает роль печатных СМИ в распространении контента. Предпочтение отдается вещательным СМИ, однако бедность большинства цыганского населения также создает препятствия для доступа к телевизионному и радиоконтенту. Доступ в Интернет предполагает наличие элементарной компьютерной грамотности, которая в настоящая время отсутствует у большой части цыганского населения.
Проблемой также является отсутствие единой сети дистрибуции цыганских СМИ в какой-либо из стран Центральной и Восточной Европы. Вопросы вызывает и состав целевой аудитории цыганских СМИ: цыганские активисты признают существование «интеллектуальной пропасти» между представителями цыганской элиты, владеющими и регулирующими деятельность цыганских СМИ, и рядовыми цыганами. Учитывая низкие тиражи печатных изданий, сомнительную покупательскую способность цыган и повсеместную дискриминацию цыганского населения, коммерческим компаниям редко когда импонирует возможность размещать в цыганских СМИ рекламу. Таким образом, у цыганских СМИ присутствует постоянная потребность рассчитывать на государственное финансирование и поддержку различных НКО.
Можно выделить следующие основополагающие проблемы функционирования цыганских СМИ:
- Рекламодатели не воспринимают цыган как потребителей, соответственно в цыганских СМИ отсутствует реклама
- Отсутствуют какие-либо локальные механизмы, которые бы способствовали финансированию некоммерческих СМИ, поэтому цыганские СМИ находятся в полной зависимости от зарубежных грантов
- Ввиду отсутствия адекватного финансирования, цыганские радио плохо оснащены с технической точки зрения и вынуждены бороться за свое существование[1]